# Kasey Perry-Glass
Kasey Perry-Glass (Sacramento, 12 de octubre de 1987) es una jinete estadounidense que compite en la modalidad de doma.
Participó en los Juegos Olímpicos de Río de Janeiro 2016, obteniendo una medalla de bronce en la prueba por equipos (junto con Allison Brock, Steffen Peters y Laura Graves). Ganó una medalla de plata en el Campeonato Mundial de Doma de 2018.

## Palmarés internacional
| Juegos Olímpicos   | Juegos Olímpicos        | Juegos Olímpicos  | Juegos Olímpicos |
| Año                | Lugar                   | Medalla           | Categoría        |
| ------------------ | ----------------------- | ----------------- | ---------------- |
| 2016               | Río de Janeiro (Brasil) | Medalla de bronce | Por equipos      |
| Campeonato Mundial |                         |                   |                  |
| Año                | Lugar                   | Medalla           | Categoría        |
| 2018               | Tryon (Estados Unidos)  | Medalla de plata  | Por equipos      |